# Zaloše
Zaloše – wieś w Słowenii, w gminie Radovljica. W 2018 roku liczyła 83 mieszkańców.